# اكنزى (امتالين تيزي)
اكنزى هو دُوَّار يقع بجماعة تاولوكلت، إقليم شيشاوة، جهة مراكش آسفي في المملكة المغربية. ينتمي الدوّار لمشيخة امتالين تيزي التي تضم 13 دوار. يقدر عدد سكانه بـ 518 نسمة حسب الإحصاء الرسمي للسكان والسكنى لسنة 2004.

## روابط خارجية
- البوابة الوطنية للجماعات الترابية
- المندوبية السامية للتخطيط